# Крен сир Фробе
Крен сир Фробе (фр. Crennes-sur-Fraubée) насеље је и општина у западној Француској у региону Лоара, у департману Мајен која припада префектури Мајен.
По подацима из 2011. године у општини је живело 213 становника, а густина насељености је износила 16,68 становника/km². Општина се простире на површини од 12,77 km². Налази се на средњој надморској висини од 300 метара (максималној 372 m, а минималној 179 m).

## Демографија
| 1962. | 1968. | 1975. | 1982. | 1990. | 1999. | 2011. |
| ----- | ----- | ----- | ----- | ----- | ----- | ----- |
| 122   | 180   | 158   | 180   | 190   | 178   | 213   |

График промене броја становника у току последњих година